# Панцирник Lince
Панцирник Lince (італ. Autoblinda Lince) виготовляла компанія Lancia для італійської армії в часи Другої світової війни.
У ході війни в Північній Африці Вермахт та італійці захопили декілька британських панцирників Daimler Dingo, що в ході боїв себе гарно зарекомендували. Взявши їх за прототип, компанія Lancia в листопаді 1942 представила свій розвідувальний панцирник Lince (Рись). Водій розміщувався справа, біля нього кулеметник. Навпроти нього в лобовому листі розміщувався в кульовій опорі 8-мм кулемет Breda 38 з верхнім розміщенням магазина. Паливний бак розміщувався позаду сидіння водія, мотор у задній частині панцирника. у повнопривідному панцирнику всі колеса були поворотними з незалежною пружинною підвіскою, гідроприводом гальм. Серійний випуск 263 панцирників розпочався вже у підконтрольній Німеччині Італійській Соціальній республіці (RSI). Вони були на озброєнні італійської армії, брали участь у боях при Монте-Кассіно, де підтримували парашутні дивізії «Фольгоре», «Нембо».
Панцирники були на озброєнні Вермахту, 8 панцирників АВ41 передали розвідувальній роті румунської танкової дивізії «Велика Румунія», наступні 15 панцирників у серпні 1944 Угорщині. Після завершення війни панцирники використовували карабінери в Італії. Декілька «аутоблінд» по репараціях передали армії Греції (1948—1949).